# Basketbal Vlaanderen
Basketbal Vlaanderen is een Vlaamse sportbond die instaat voor de organisatie en promotie van de basketbalsport in Vlaanderen.

## Geschiedenis
Op 20 mei 2001 werd het initiatief genomen tot de oprichting van de Vlaamse Basketballiga (VBL) als regionale vleugel van de Koninklijke Belgische Basketbalbond (KBBB). Eerste voorzitter werd Hugo Daemen. Op 25 maart 2017 werd de naam gewijzigd naar Basketbal Vlaanderen.

## Structuur
Basketbal Vlaanderen heeft haar hoofdzetel te Gent. Sinds 2023 is Jan Gesquière voorzitter. De organisatie fungeert als regionale vleugel van Basketball Belgium (BB), waarin wordt samengewerkt met de Franstalige vleugel Association Wallonie-Bruxelles de Basketbal (AWBB). De organisatie is erkend door Sport Vlaanderen.
In 2020 telde de organisatie 49.186 leden aangesloten bij 234 clubs verspreid over de vijf Vlaamse provincies en het Brussels Hoofdstedelijk Gewest (laatstgenoemde zijn aangesloten in de provincie Vlaams-Brabant).

### Bestuur
| Periode      | Voorzitter      |
| ------------ | --------------- |
| 2001 - 2004  | Hugo Daemen     |
| 2004 - 2006  | Adri Welvaarts  |
| 2006 - 2007  | Marc Van Vooren |
| 2007 - 2012  | Adri Welvaarts  |
| 2012 - 2013  | Miguel Stevens  |
| 2013 - 2018  | Adri Welvaarts  |
| 2018 - 2020  | Marc Verlinden  |
| 2020 - 2023  | Kris Fels       |
| 2023 - heden | Jan Gesquière   |